# 棉兰老岛
棉蘭老島（菲律賓文：Mindanao）位于菲律賓群岛南部，是菲律賓第二大島（仅次于吕宋岛），也是世界第19大島。
根據2015年菲律賓人口普查，達沃市是島上人口最多的城市（1,632,991人），三寶顏（861,799）、卡加延德奧羅 （675,950）則分別是人口第二、第三多的城市；島上城市還包括三投斯將軍市（人口594,446人）、伊利甘（人口342,618人）等。
棉蘭老島被劃分成六個行政大區，分別是三寶顏半島、北民答那峨、卡拉加、達沃區、索科斯克薩爾根和棉兰老穆斯林邦萨摩洛自治区。
棉蘭老島亦是菲律賓主要的糧食產地，菲律賓出口的十大農產品中就有八種主要是由棉蘭老島及其附屬島嶼生產
。

## 歷史
根據中國古代文獻，一個印度化王國武端拉賈國曾於公元10世紀統治棉蘭老島東北岸（今武端市鄰近地區），並曾向中國進貢。
14世紀開始，伊斯蘭教開始在菲律賓傳播。1380年，阿拉伯商人在今塔威塔威省建立了菲律賓第一座清真寺。約16世紀，穆斯林曾於棉蘭老島及鄰近島嶼建立蘇祿蘇丹國、拉瑙蘇丹國和馬京達瑙蘇丹國。
1543年2月2日，西班牙人抵達棉蘭老島。至18世紀末，西班牙人已全面統治棉蘭老島，並在島上廣設堡壘和定居點，包括三寶顏、達沃市、伊利甘等。直至19世紀末，西班牙人一直與島上的穆斯林蘇丹國作戰。
1898年，西班牙與美國簽訂和約（巴黎條約）。西班牙以2000萬美金把菲律賓賣給美國，自此棉蘭老島改由美國管治。二戰後，菲律賓成為獨立國家。
1960年代，棉蘭老島西南部開始爆發暴力衝突（詳見摩洛衝突），政治組織如莫洛民族解放陣線、莫洛伊斯蘭解放陣線於1970年代相繼建立。
總統費迪南德·馬可仕於1965至1986年統治菲律賓，期間政府被指鼓勵呂宋和米沙鄢群島的基督徒遷入棉蘭老島，導致許多本地人被迫遷離自己的家園。來自呂宋和米沙鄢群島的移民經常強佔原居民世代居住的土地，雙方因而爆發持久衝突。 

## 地理

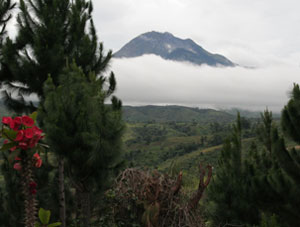
阿波火山，菲律賓最高峰

棉蘭老島是菲律賓南部最大的島嶼，亦是世界人口第八多的島嶼。棉蘭老島的面積超越荷蘭、南韓、奧地利、葡萄牙、匈牙利、愛爾蘭等125個國家。
棉蘭老島北與米沙鄢群島相望，西南與蘇祿群島相鄰，東瀕太平洋菲律賓海，南面則是西里伯斯海。島上多崎岖的断层山和火山；阿波火山是全島最高點。

### 山脈和湖泊
棉蘭老島主要有十座山脈，其中包括構造複雜的山體和火山。
在棉蘭老島西部，一列構造複雜的山脈構成手狀的三寶顏半島。這列山脈的平均高度只達1,200米，海拔較棉蘭老島其他山脈低。另一列、擁有多座火山的山脈則位於拉瑙湖附近，橫跨南拉瑙省、布基農省和哥打巴托省。
拉瑙湖是菲律賓第二大湖泊，位於棉蘭老島南拉瑙省。

### 平原
棉蘭老島的平原地帶主要位於民答那峨河流域，和阿古桑河谷（位於島東北部的北阿古桑省和南阿古桑省）。民答那峨河及其支流在棉蘭老島中部形成長約190公里的河谷，其中最窄處位於河口 （闊約12公里），最寬處則位於哥打巴托省中部（闊約90公里）。
| 位置 | 行政大區                  | 人口 (2010)      | 面積（平方公里） | 人口密度（人每平方公里） | 首府         | 行政區劃 - 省份 - 獨立市 - ∗ 附屬島嶼                                                     |
| --- | ------------------------- | ---------------- | ---------------- | ------------------------ | ------------ | ----------------------------------------------------------------------------------------- |
| Map of the Philippines highlighting the Zamboanga Peninsula | 三寶顏半島 (IX大區)       | 3,407,353 (3.7%) | 17,056.73        | 200                      | 帕嘎蒂安     | 5 - 伊沙貝拉市* - 三寶顏 - 北三寶顏省 - 南三寶顏省 - 三寶顏錫布格省                       |
| Map of the Philippines highlighting Northern Mindanao | 北民答那峨 (X大區)        | 4,297,323 (4.7%) | 20,496.02        | 210                      | 卡加延德奧羅 | 7 - 布基農省 - 卡加延德奧羅 - 卡米金省* - 伊利甘 - 北拉瑙省 - 西米薩米斯省 - 東米薩米斯省 |
| Map of the Philippines highlighting Davao Region | 達沃區 (XI大區)           | 4,468,563 (4.8%) | 20,357.42        | 220                      | 達沃市       | 6 - 康波斯特拉谷省 - 達沃市 - 北達沃省 - 南達沃省 - 東達沃省 - 西達沃省                   |
| Map of the Philippines highlighting Soccsksargen | 索科斯克薩爾根 (XII大區)  | 4,109,571 (4.5%) | 22,513.30        | 180                      | 科羅納達爾   | 6 - 哥打巴托省 - 哥打巴托市 - 三投斯將軍市 - 薩蘭加尼省 - 南哥打巴托省 - 蘇丹庫達拉省     |
| Map of the Philippines highlighting the Caraga Region | 卡拉加區 (XIII大區)       | 2,429,224 (2.6%) | 21,478.35        | 110                      | 武端市       | 6 - 北阿古桑省 - 南阿古桑省 - 武端市 - 迪納加特群島* - 北蘇里高省 - 南蘇里高省            |
| Map of the Philippines highlighting the Autonomous Region in Muslim Mindanao | 棉蘭老穆斯林自治區 (ARMM) | 3,256,140 (3.5%) | 12,535.79        | 260                      | 哥打巴托市   | 5 - 巴西蘭省* (伊沙貝拉市除外) - 南拉瑙省 - 馬京達瑙省 - 蘇祿省* - 塔威塔威省*            |
| 大區 | 大區                      | 2010 人口普查    | 面積             | 密度                     | 首府         | 行政區劃                                                                                  |
| - 達沃市、三寶顏、卡加延德奧羅、伊利甘、三投斯將軍市等城市在行政上獨立於大區 - 巴西蘭、迪納加特群島、蘇祿和塔威塔威在地理上是獨立於棉蘭老島的島嶼 - 哥打巴托市雖然由索科斯克薩爾根管理，但仍被定為棉蘭老穆斯林自治區的首府 |                           |                  |                  |                          |              |                                                                                           |

## 气候与经济
棉蘭老島属热带气候，太平洋西北方向产生的台风通常刮向吕宋岛及米沙鄢群岛，很少登陆棉兰老岛。因此，相比菲律宾的其他地区，较少受到台风袭击，有利于农业生产。《劍橋百科》介紹：「產大麻、鳳梨、玉蜀黍、木材和黃金。」
棉蘭老島的經濟佔全菲律賓GDP的14%。當地的主要产业有农业、林业和渔业，這些產業佔當地市場達四成。
特别是商业农作物的种植园相当有名。在卡加延省有德尔蒙公司的鳳梨农场，达沃市近郊还有道尔公司的香蕉园。农林业都配有加工厂，产品出口国外。农民成为大种植园的雇佣劳动者，但是工作并不稳定。

## 人口
2017年，棉蘭老島人口超過2,500萬，佔全國人口22.1%。
目前棉蘭老島有25.8%的居民認為自己是宿霧人，其他民族則包括比薩亞人（18.4%）、希利蓋農人（8.2%）和主要信奉伊斯蘭教的馬京達瑙人 （5.5%）、馬拉瑙人（5.4%）（Maranao）。在北棉蘭老和達沃區，佔當地總人口最多的民族為宿霧人，分別佔35.59% 和 37.76%；在索科斯克薩爾根為希利蓋農人（31.58%）；在三寶顏半島則是比薩亞人佔比最大（33.10%）。在棉蘭老穆斯林自治區，馬拉瑙人則是人口最多的民族，佔當區總人口26.40%。
棉蘭老島約60.9%的居民信奉基督教，其中絕大部分信奉羅馬天主教。島上亦有24%的居民信奉伊斯蘭教，主要分佈在棉蘭老穆斯林自治區。

## 語言
宿霧語、希利蓋農語、蘇里高語、陶蘇語、馬拉瑙語、馬京達瑙語和查瓦卡諾語是棉蘭老島較多人使用的語言，其中宿霧語的使用人數最高。
宿霧語是北棉蘭老（北拉瑙省南部除外）、達沃區、卡拉加區西半部（以及比斯利格市）、三寶顏半島（三寶顏市除外）和南索科斯克薩爾根地區的主要語言。在索科斯克薩爾根，由於希利蓋農人佔多數，因此當地的主要語言是希利蓋農語。蘇里高語則主要分佈在卡拉加區東半部（包括北蘇里高省全域、南蘇里高省北部和北阿古桑省北部），並主要由蘇里高人使用。
陶蘇語則主要分布在棉蘭老穆斯林自治區西部的巴士蘭省、蘇祿省和塔威塔威省；三寶顏市亦有相當數量的人口使用陶蘇語。馬拉瑙語和馬京達瑙語則是棉蘭老穆斯林自治區東部的主要語言；馬拉瑙語分布在南拉瑙省和北拉瑙省南部、馬京達瑙語則分布在馬京達瑙省和索科斯克薩爾根鄰近該省的區域。查瓦卡諾語則是三寶顏市的本土語言，亦是巴士蘭省的通用語。此語亦分布在三寶顏錫布格省的最南端。

## 延伸阅读
[在维基数据编辑]
 《明史卷三百二十三》，出自《明史》